# منتخب تايلاند لكرة اليد
منتخب تايلاند لكرة اليد هو ممثل تايلاند الرسمي في المنافسات الدولية في كرة اليد
.